# Tokyo Blade
Tokyo Blade je anglická heavymetalová skupina, řazená k nové vlně britského heavy metalu. Skupinou prošly téměř tři desítky hudebníků. Její původní sestavu tvořili zpěvák Alan Marsh, kytaristé Andy Boulton a Ray Dismore, baskytarista Andy Robbins a bubeník Steve Pierce. Přes změnou názvu na Tokyo Blade kapela vystupovala jako White Diamond, Killer a Genghis Khan. Své první album kapela vydala v roce 1983 poté, co podepsala smlouvu s vydavatelstvím Powerstation Records. Následovalo několik dalších alb a v roce 1991 se skupina rozpadla. Později, v letech 1995 až 1998, byla obnovena. Později se opět odmlčela a od roku 2007 je aktivní.